# ادی (آلاباما)
ادی (به انگلیسی: Eddy) یک منطقهٔ مسکونی در ایالات متحده آمریکا است که در آلاباما واقع شده‌است. ادی ۳۳۰٫۱ متر بالاتر از سطح دریا واقع شده‌است.